# Resolució 2088 del Consell de Seguretat de les Nacions Unides
La Resolució 2088 del Consell de Seguretat de les Nacions Unides fou adoptada per unanimitat el 24 de gener de 2013. Després de reafirmar les resolucions 1913 (2010) i 2031 (2011) sobre la República Centreafricana, el Consell de Seguretat de l'ONU va acordar estendre el mandat de l'Oficina Integrada de les Nacions Unides a la República Centreafricana (BINUCA) durant un any fins al 31 de gener de 2014. El Consell va demanar BINUCA que continués donant suport al procés de pau al país. També va demanar al Secretari General que informés sobre la situació al país a final de març de 2013 i que fossin convocats el govern centreafricà i els rebels de Séléka per signar un alto el foc i complir els acords de gener de 2013.